# Tryton (syn Posejdona)
Tryton (także Triton; gr. Τρίτων Trítōn, łac. Triton) – w mitologii greckiej bóg morski.
Według jednej z wersji był bogiem jeziora Tritonis w Libii. Uchodził za syna boga Posejdona i bogini Amfitryty oraz za brata nimfy Rode, a także za ojca Tritei, Trytonid, trytonów i Pallas. Należał do orszaku Posejdona i Amfitryty.
Pojawia się w mitach o Heraklesie, Argonautach i Misenosie.
W sztuce przedstawiany jest zwykle jako istota o mieszanej budowie, z trójzębem i wielką muszlą. Górna część jego ciała (tułów, głowa, ręce) jest podobna do ciała człowieka (tak jak centaurów i ichtiocentaurów), natomiast dolna ma kształt ryby (tak jak ichtiocentaurów i hippokampów; przeważnie ma rybi ogon skręcony spiralnie). Czasami posiada jedną parę końskich nóg (tak jak ichtiocentaury).
Wyobrażenie o bóstwie przejawia się w sztukach plastycznych między innymi w greckim malarstwie wazowym i mozaikach (mozaiki z III w.) oraz w rzeźbie (oprawy rzeźbiarskie fontann).
Imię Trytona bywa stosowane często do szeregu istot morskich – pół ludzi, pół ryb (trytonów).
Imieniem bóstwa został nazwany największy księżyc Neptuna – Tryton.